# 御岳本町
御岳本町（みたけほんちょう）とは、東京都青梅市にある地名。郵便番号は198-0173。

## 概要
市域西部に位置し、西多摩郡奥多摩町に接する。全域が秩父多摩甲斐国立公園に属する。

## 地理
域内に御岳山はなく、当地は多摩川より北側に位置する。青梅線より北側は山地が占める。

## 歴史
「三田村の歴史」を参照。
- 1889年（明治22年）4月1日 - 町村制施行により、神奈川県西多摩郡沢井村下分、沢井村上分、二俣尾村、御岳村、御岳山が合併し西多摩郡三田村が成立。沢井村上分は大字沢井上分となる。
- 1893年（明治26年）4月1日 - 西多摩郡が南多摩郡、北多摩郡と共に東京府へ編入。
- 1943年（昭和18年）7月1日 - 東京都制施行。（東京府廃止。）
- 1955年（昭和30年）4月1日 - 吉野村、小曽木村、成木村と共に青梅市へ編入され、消滅。大字沢井上分は沢井地区に属する。
- 1969年（昭和44年）7月 - 沢井地区に新町区域指定、町名変更実施。大字沢井上分の一部を御岳本町に変更[5]

## 世帯数と人口
2021年（令和3年）3月1日現在の世帯数と人口は以下の通りである。
| 町丁     | 世帯数  | 人口  |
| -------- | ------- | ----- |
| 御岳本町 | 164世帯 | 319人 |

## 小・中学校の学区
市立小・中学校に通う場合、学区は以下の通りとなる。
| 町丁     | 番地 | 小学校             | 中学校           |
| -------- | ---- | ------------------ | ---------------- |
| 御岳本町 | 全域 | 青梅市立第六小学校 | 青梅市立西中学校 |

## 消防
- 青梅市消防団分団[7]
  - 第五分団 - 沢井地区

## 施設など
- 青梅警察署御岳駐在所
- 御岳郵便局
- 丹縄園地
- 御岳本町児童遊園
- たましん御岳美術館(2019年閉館)
- 横尾神明社
- 大徳院
- 慈恩寺
- 河鹿園（国登録有形文化財）
- からあげ専門店 鶏笑 御岳店

## 交通
西東京バスのバス路線が御岳山とJR青梅線・御嶽駅を結ぶ。
早朝には青梅駅から先、河辺駅・福生駅・拝島駅、さらにその先の中央線立川駅・国分寺駅・三鷹駅・新宿駅方面、東京駅まで至る電車が運転される。行楽シーズンには立川から先、南武線府中本町駅、登戸駅方面川崎駅に至る電車が運転される。